# مرحبا أيها الحب (فلم)
مرحبا أيها الحب هو فيلم لبناني - مصري عرض عام 1962، بطولة سامية جمال ونجاح سلام وعبد السلام النابلسي ويوسف فخر الدين، ومن إخراج محمد سلمان.

## قصة الفيلم
يختطف البدوي صخر فتاتين ويتولى تربيتهما وذلك كي يجعلهما تمارسان الغناء والرقص، تمر السنين، وتكبر هالة المغنية، وبسيمة الراقصة، ولا يكف صخر عن استعمال القسوة من أجل أن تأتيا بالمال، يصل إلى بيروت البرقوقي بك باحثًا عن مليونير من أجل عمل مشروع ويقابل الثري صلاح، الذي يرى في الثلاثي الفني مشروعًا طيبًا.

## طاقم التمثيل
- نجاح سلام: (هالة)
- سامية جمال: (بسيمة)
- عبد السلام النابلسي: (البرقوقي)
- يوسف فخر الدين: (صلاح)
- حسن المليجي: (حسن)
- فيلمون وهبي: (مدير الفندق)
- جاكلين مونرو: (جاكلين)
- صلاح نادر: (صخر)
- ناديا حمدي: (والدة صلاح)
- صباح العمري: (الشيخ - والد صخر)
- محمد الصعيدي
- قاسم حمية
- محمود النمير
- فوزي الكيالي
- إبراهيم مرعشلي
- صلاح تيزاني
- يسرى البدوية
- أسعد سعيد
- حسن غندور
- سمر سلمان: (طفلة)
- لامي المليجي: (طفلة)

## فريق العمل
- إخراج: محمد سلمان
- قصة: وفيق العلايلي
- سيناريو وحوار: محمد أبو يوسف
- مدير التصوير: روبير طمبا
- مونتاج: إميل بحري
- إنتاج: سمر فيلم (نجاح سلام - محمد سلمان)
- توزيع: صباح إخوان